# Harrison Allen
Harrison Allen (Filadelfia, 1841 – Filadelfia, 1897) è stato un anatomista statunitense.
Insegnò nella celebre Università di Filadelfia, la sua città natia.
Eccellente anatomista e chirurgo, si occupò di anatomia umana generale, lasciandoci varie opere pratiche e teoriche.

## Opere
- System of human anatomy (1884)
- Outlines of Comparative Anatomy and Medical Zoölogy (1867)
- Studies in the Facial Region (1874)
- An Analysis of the Life Form in Art (1875)

| H. Allen è l'abbreviazione standard utilizzata per le specie animali descritte da Harrison Allen. Categoria:Taxa classificati da Harrison Allen |